# رژیم غذایی

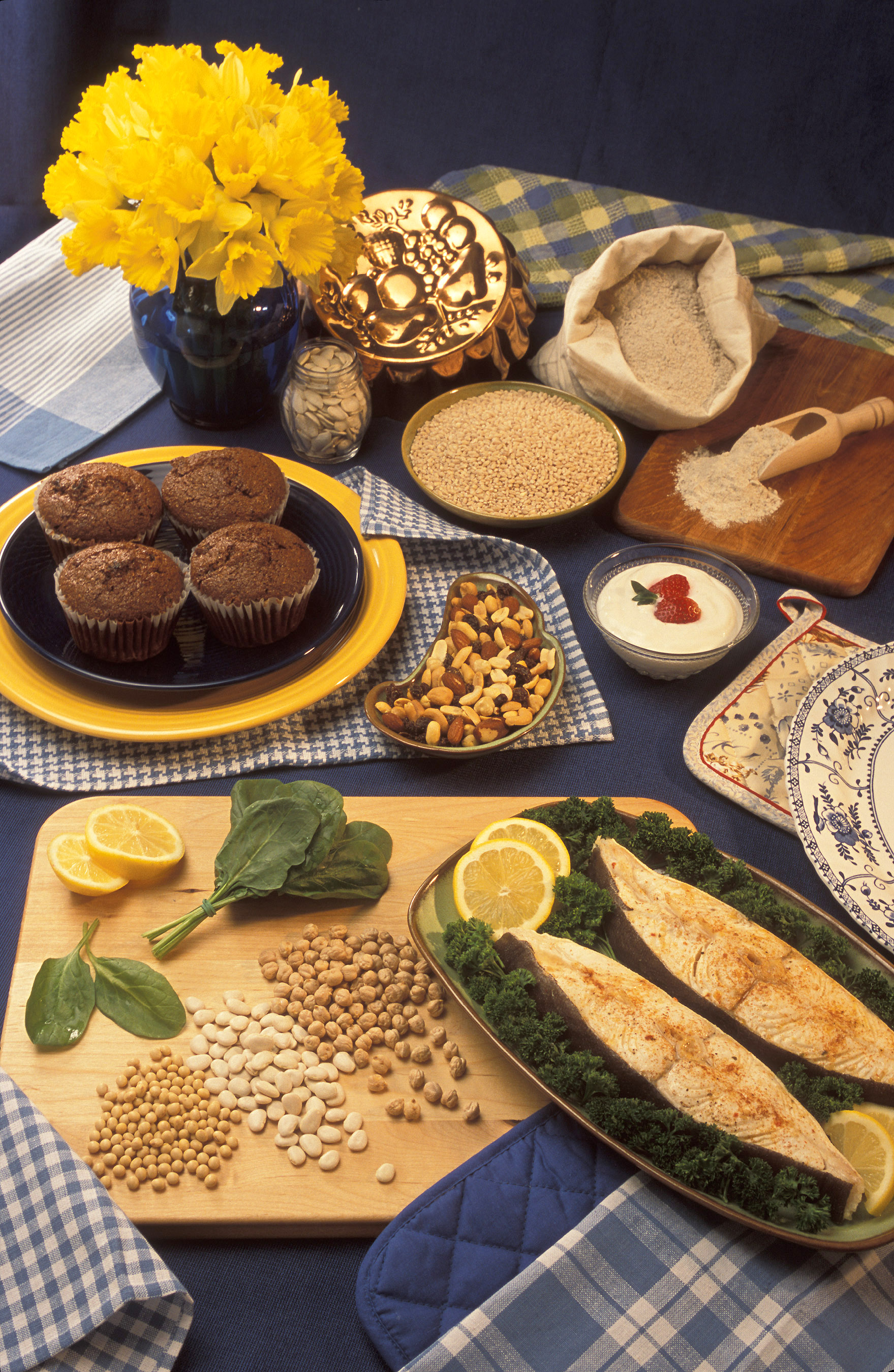
مجموعه‌ای از مواد غذایی حاوی منیزیم که انسان مصرف می‌کند

رژیم غذایی، رژیم تغذیه‌ای یا خوراک روزانه یا غذای معمول مجموعهٔ خوراکی است که یک موجود زنده یا شخص مصرف می‌کند. بعضی اوقات انسان‌ها از رژیم تغذیه‌ای ویژه‌ای پیروی می‌کنند که ممکن است توسط متخصص تغذیه به آن‌ها توصیه شده باشد که به آن پرهیزانه یا رژیمِ درمانی می‌گویند (مثلاً در بیماری دیابت). گاهی افراد برای لاغر شدن یا چاق شدن از رژیم مراعات کننده لاغری یا رژیم پرهیزانهٔ چاقی (رژیم افزایش وزن) پیروی می‌کنند. همچنین برخی از افراد مایلند در رژیم غذایی خود تنها از گیاهان استفاده کنند که به رژیم خوراکی آن‌ها گیاه‌خواری گفته می‌شود. نوع دیگری از رژیم تغذیه‌ای، رژیم تغذیه‌ای خام گیاه‌خواری است.
افراد متخصص تغذیه رژیم غذایی را به نوع تغذیه، مقدار و زمانی که فرد آن را مصرف می‌کند، وابسته می‌دانند.

## رژیم سالم
رژیم سالم رژیمی است که به تأمین یا بهبود سلامت کلی بدن کمک می‌کند. یک رژیم سالم مواد مغذی مورد نیاز بدن مانند مایعات، درشت‌مغذی‌ها، پروتئین‌ها، ریزمغذی‌ها، کربوهیدرات‌ها و مقدار مناسب کالری را تأمین می‌کند.
توصیه سازمان‌های بهداشت و درمان برای حفظ وزن نرمال از این قرار است: کاهش مصرف غذاهای  پر کالری و نوشیدنی‌های قندی، افزایش مصرف غذاهای گیاهی، کاهش مصرف گوشت قرمز و گوشت‌های فرآوری‌شده و کاهش مصرف نوشیدنی‌های الکلی.

## رژیم گیاهی
یک رژیم گیاهی یا یک رژیم غنی از گیاهان یک رژیم غذایی است که بیشتر یا کاملاً از غذاهای گیاهی تشکیل می‌شود. در این رژیم از مصرف گوشت قرمز پرهیز می‌گردد. لاغر بودن زنان را از نوجوانی به‌سمت غذاهای سبُک سوق می‌دهد. به همین دلیل خیلی‌ها سالاد را به‌عنوان نوعی خوراک رژیمی و سبک، غذایی زنانه به‌حساب می‌آورند. زمانی سالاد، خوراکی برای طبقهٔ مرفه بود؛ زیرا مواد لازم آن معمولاً گران و فاسدشدنی بودند. اما امروزه خوردن سالاد فراگیر شده و ضمناً دست‌مایه‌ای شده‌است برای تظاهر به اینکه من به سلامتی‌ام اهمیت می‌دهم. جای‌گرفتن هر غذایی در طبقهٔ سالادها کافی است برای اینکه مردم فکر کنند مغذی است.

## رژیم لاغری
رژیم لاغری برای سلامتی افراد چاق دارای اضافه وزن، لازم و ضروری است ولی می‌تواند برای افراد معمولی خطرناک باشد. این‌که چه کسی باید رژیم لاغری بگیرد را پزشک یا متخصص تغذیه مشخص می‌کند.
پس از مرگ چند دختر جوان مدل بر اثر سوءتغذیه، اعتراض‌های اجتماعی، به‌ویژه از جانب فعالان حوزهٔ زنان، به وضعیت زندگی این افراد و تأثیر نامطلوب آن‌ها بر جامعه شدت گرفته‌است و کمپین ضد لاغری تشکیل شده‌است. در برخی از کشورهای اروپایی نیز قوانینی تصویب شده‌است تا مانکن‌ها مجبور به رسیدگی‌های پزشکی و داشتن گواهی پزشکی باشند.
پیروی از رژیم لاغری صرفاً حذف مواد غذایی نیست. رژیم غذایی صحیح برنامه‌ای است که تمامی گروه‌های غذایی را داشته باشد و بدن دچار ضعف و آسیب نشود. اصل مهم در رعایت رژیم لاغری آهسته و پیوسته بودن آن است. این کار باعث می‌شود تا به مرور زمان، بدن به سبک جدید عادت کند و با کاهش وزن تدریجی به بدن فشار وارد نشود و عوارضی همچون ریزش مو و افتادگی پوست اتفاق نیفتد.